# I'll Be Your Girl
I'll Be Your Girl è l'ottavo album in studio del gruppo musicale statunitense The Decemberists, pubblicato nel 2018.

## Tracce
Testi e musiche di Colin Meloy, eccetto dove indicato.
1. Once in My Life (Meloy, Georgia Hubley, Ira Kaplan) – 5:09
2. Cutting Stone – 3:20
3. Severed – 4:03
4. Starwatcher – 2:39
5. Tripping Along – 3:35
6. Your Ghost – 2:40
7. Everything Is Awful – 3:22
8. Sucker's Prayer – 3:28
9. We All Die Young – 4:01
10. Rusalka, Rusalka / Wild Rushes – 8:15
11. I'll Be Your Girl – 2:34